# بت بروریک
 بت بروریک (انگلیسی: Beth Broderick؛ زادهٔ ۲۴ فوریهٔ ۱۹۵۹) یک هنرپیشه، و بازیگر سینما اهل ایالات متحده آمریکا است.
از فیلم‌های معروف او می‌توان به بازی در فیلم آتش غرور، دزدی خانه، یک عشق واقعی و مهمانی ساحل روانی اشاره کرد.